# Социјалистички правни систем
Социјалистички правни систем је правни систем настао у Совјетском Савезу, али се примењивао и развијао се у осталим социјалистичким државама (попут Југославије под Титом НР Мађарске, СР Румуније, Чехословачке после Другог светског рата, НР Бугарске) под утицајем Совјетског Савеза.
Стално се развијао услед свог револуционалног карактера и одбацивања старих правних пракси (сем правних пракси који су били у складу са социјалистичким мислима). Нека од карактеристика социјалистичког правног система је колективизам, док је у социјалистичкој Југославија била карактеристична друштвена својина предузећа под управом радника (под називом самоуправни социјализам).
У социјалистичкој Југославије је укидање закона Краљевине Југославије је започето са доношењем Закона о неважности правних прописа донесених до 1941. године и прописа донесених за време непријатељске окупације од 6. априла 1941. године до завршетка рата односно окупације, са којим је укинуто целокупно право које је до тад важили. Али су постојали изузеци, јер су се правне одредбе донете до почетка Априлског рата могле корисити уколико би правила била у сагласности са правилима и схватањима социјалистичког права.
Под социјалистичким правним системом има три подгрупе:
- Совјетски систем - заступљен у Варшавском пакту и осталим државама које су биле блиске са Совјетском Савезом, док је у Монголији обичајно право било утицајно на креирање правног система
- Југословенски правни систем
- Правни систем Народне Републике Кине